# シュテファン・エバーハーター
シュテファン・エバーハーター（Stephan Eberharter, 1969年3月24日 - ）はオーストリア出身の元アルペンスキー選手である。2002年と2003年のアルペンスキー・ワールドカップで総合優勝を果たした。1990年代後半から2000年代前半にかけて、ヘルマン・マイヤーの最大のライバルとして知られる。
日本の報道では「エベルハルター」と表記されることもある。

## 来歴・人物

### 衝撃の世界選手権デビュー、度重なる怪我との闘い
1987年にジュニア世界選手権に出場したエバーハーターは、翌1988年にオーストリアのナショナルチームの一員となる。1990年シーズンにワールドカップデビューを果たすと、翌1991年にザールバッハで開催されたアルペンスキー世界選手権でスーパー大回転と複合の2種目制覇を果たす。翌1992年アルベールビルオリンピックは、エントリー後の怪我で欠場を余儀なくされ、同年秋にはオートバイ事故で鎖骨を骨折する。その結果、1993年に雫石で開催された世界選手権では複合の連覇を逃した（スーパー大回転は悪天候のため中止）。
その後、3月のワールドカップでスーパー大回転で2位に入るなど復調の兆しを見せていたエバーハーターだったが、同年12月にヴァル・ガルデーナでの滑走中、左膝に大怪我を負う。この手術のため1994年シーズンは欠場し、1995年シーズンにはナショナルチームからも外された。

### 復帰、ヘルマン・マイヤーの陰に隠れて
1996年シーズンに復帰したエバーハーターは、再びワールドカップの舞台へと戻るためヨーロッパ選手権に復帰した。同年の世界選手権（シエラネバダ）ではナショナルチームに所属せずの参加となったが、連覇のかかったスーパー大回転では途中棄権した。
1997年冬、エバーハーターはワールドカップへの復帰を果たす。だが、エバーハーターが不在の間にオーストリアのアルペンスキー界では新鋭ヘルマン・マイヤーが台頭していた。翌1998年長野オリンピックではスーパー大回転で棄権し、大回転こそ銀メダルを獲得するもマイヤーに敗れた。シーズン最終戦となった3月14日のクランモンタナ大会の大回転でワールドカップ初優勝を挙げ、自己最高の総合3位入賞を果たすも、優勝はマイヤーであった。その後のワールドカップでも、1999年シーズンは4位、2000年シーズンは6位、2001年シーズンは2位といずれもマイヤーの後塵を拝し総合優勝を逃すことになる。2001年の世界選手権（サンクト・アントン・アム・アールベルク）ではスーパー大回転でダロン・ラルベスに次ぐ銀メダルを獲得した。

### 「永遠の二番手」返上、世界の頂点へ
久しくマイヤーの陰に隠れ、「永遠の二番手」という印象が強くなっていたエバーハーターだったが、思わぬチャンスが訪れる。2001年8月、マイヤーがオートバイ事故で重傷を負い、翌シーズン、更には2002年ソルトレークシティオリンピックも欠場することとなったのである。2002年シーズンのワールドカップ、エバーハーターは滑降とスーパー大回転で種目別優勝を果たす。総合成績でも2位のチェーティル・アンドレ・オーモットを600ポイント以上も引き離す圧勝で、初のワールドカップ制覇を成し遂げた。
マイヤーの不在、さらには回転で期待されたマリオ・マットも1月の負傷で欠場したことから、ソルトレイクではオーストリアのエースとして期待が集まった。最初の種目、滑降では銅メダル、続くスーパー大回転では10分の1秒差でオーモットに敗れ銀メダルに終わるも、最後の種目となった大回転でボディー・ミラーを破り金メダルを獲得した。この時既に32歳であり、年齢的にもこの五輪がラストチャンスであったことから、「この金メダルは僕にとって特別な意味がある」とコメントした。
2003年シーズンもワールドカップで総合優勝し、滑降とスーパー大回転でも種目別優勝を果たした。同年の世界選手権（サンモリッツ）でもスーパー大回転で金メダルを獲得するなど選手としての絶頂を迎えていたが、この時エバーハーターは翌2004年シーズンでの引退を決意していたと言われている。
現役最後となった2004年シーズン、滑降でワールドカップ3連覇を果たしたが、総合では僅差の2位に終わった。優勝はマイヤーであった。
同年9月17日、現役引退を発表した。